# Jacksonville Jaguars
I Jacksonville Jaguars sono una squadra professionistica di football americano della NFL con sede a Jacksonville, Florida. Competono nella South Division della American Football Conference e disputano le loro gare interne al EverBank Stadium.
I Jaguars sono nati nel 1995 assieme ai Carolina Panthers. Dalla loro fondazione hanno vinto quattro titoli di division (due come membri della defunta AFC Central e due come membri della AFC South) e si sono qualificati per i playoff otto volte, l'ultima nel 2022.
Dalla loro nascita al 2011, il proprietario di maggioranza dei Jacksonville Jaguars è stato Wayne Weaver. Nel 2012, la squadra è stata acquistata dal magnate di origine pakistana Shahid Khan per 770 milioni di dollari.
Al 2024, secondo la rivista Forbes, il valore dei Jaguars è di circa 4,6 miliardi di dollari, ventiseiesimi tra le franchigie della NFL.

## Storia
Dopo quasi vent'anni, nel 1995 la NFL decise di aggiungere due nuove franchigie alla lega, i Jaguars e i Carolina Panthers. La squadra assunse l'allenatore Tom Coughlin e nella sua prima stagione terminò con il record di quattro vittorie e dodici sconfitte. Nell'anno successivo ebbe il suo primo record positivo (9-7) qualificandosi per i playoff, dove batté i Buffalo Bills e i Denver Broncos, giungendo sino alla finale della AFC, dove fu eliminata dai Pittsburgh Steelers. Nelle due stagioni successive la squadra terminò sempre con un record di 11-5, vincendo il suo primo titolo di division nel 1998, e diventando la prima squadra della storia a qualificarsi per i playoff in tre dei suoi primi quattro anni di vita. Nel 1999 la squadra chiuse col miglior record della lega, vincendo ancora la propria division. Dopo avere battuto i Miami Dolphins nel primo turno di playoff, fu eliminata dai Tennessee Titans nella finale della AFC. Giocatori di rilievo in quel periodo furono il quarterback Mark Brunell, l'offensive tackle Tony Boselli, il wide receiver Jimmy Smith e il running back Fred Taylor.

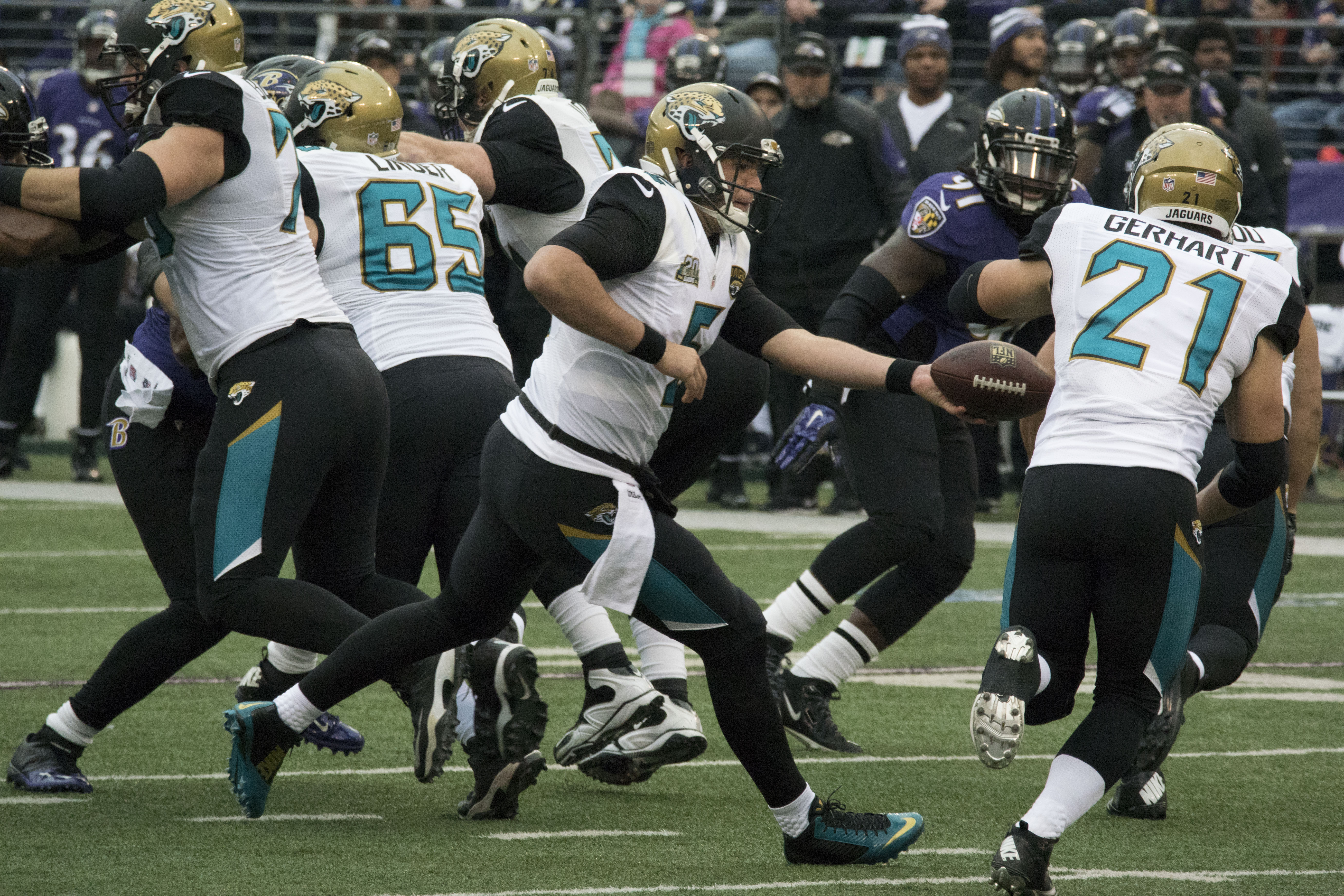
Una partita dei Jaguars del 2014

I Jaguars non tornarono più ai playoff fino alla stagione 2005, quando erano allenati da Jack Del Rio, venendo eliminati al primo turno dai New England Patriots. Due anni dopo tornarono ai playoff con un record di 11-5, eliminando gli Steelers ma uscendo ancora contro i Patriots. Seguirono anni difficoltosi per la franchigia, che non terminò più con un record positivo, in cui il giocatore più rappresentativo fu il running back Maurice Jones-Drew. Nel 2012 la proprietà della squadra passò all'uomo d'affari Shahid Khan.
Nel 2013 fu assunto l'ex coordinatore difensivo dei Seattle Seahawks Gus Bradley. La stagione 2013 terminò con un record di 4-12, sceso a 3-13 nel 2014 e migliorato a 5-11 nel 2015. Si trattò della quinta stagione consecutiva con più sconfitte di vittorie, e l'ottava consecutiva finita con un record non positivo. Bradley fu licenziato prima del termine della stagione 2016, terminata con un bilancio di 3-13.
Nel 2017 i Jaguars promossero come nuovo capo-allenatore l'ex allenatore della linea offensiva line Doug Marrone che riportò il club in finale di conference per la prima volta da 1999 vincendo il terzo titolo di division della propria storia. La squadra, per le sue prestazioni difensive, ricevette il soprannome di "Sacksonville".

## Colori della squadra, logo e mascotte

### Logo

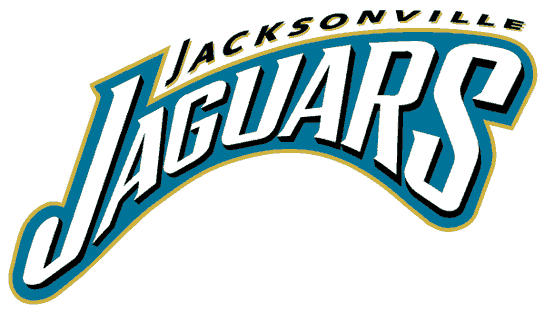
Logo dei Jaguars dal 1995 al 1998
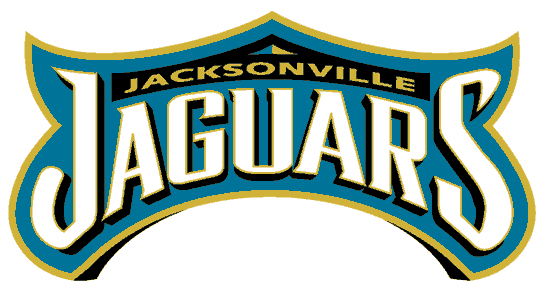
Logo dei Jaguars dal 1999 al 2008
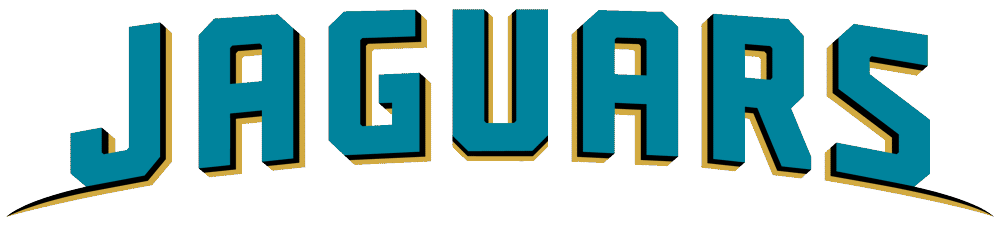
Logo dei Jaguars dal 2009 al 2012
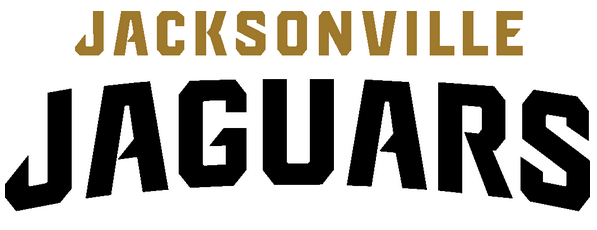
Logo dei Jaguars dal 2013

### Divise
Per la maggior parte della loro storia, i Jaguars hanno fatto quello che tradizionalmente praticano molte altre squadre della NFL situate nei climi subtropicali: indossano le magliette bianche in casa durante la prima metà della stagione - costringendo gli avversari a indossare quelle scure durante gli afosi autunni di Jacksonville. Le sole eccezioni sono state nel 2004 e nel periodo 2008-10, quando i Jaguars hanno scelto di indossare la divisa color foglia di tè per tutte le partite in casa. Nella pre-stagione, i Jaguars usano la tipica divisa casalinga, in quanto gli incontri vengono disputati durante la notte quando non c'è più il fattore-caldo.

### Mascotte

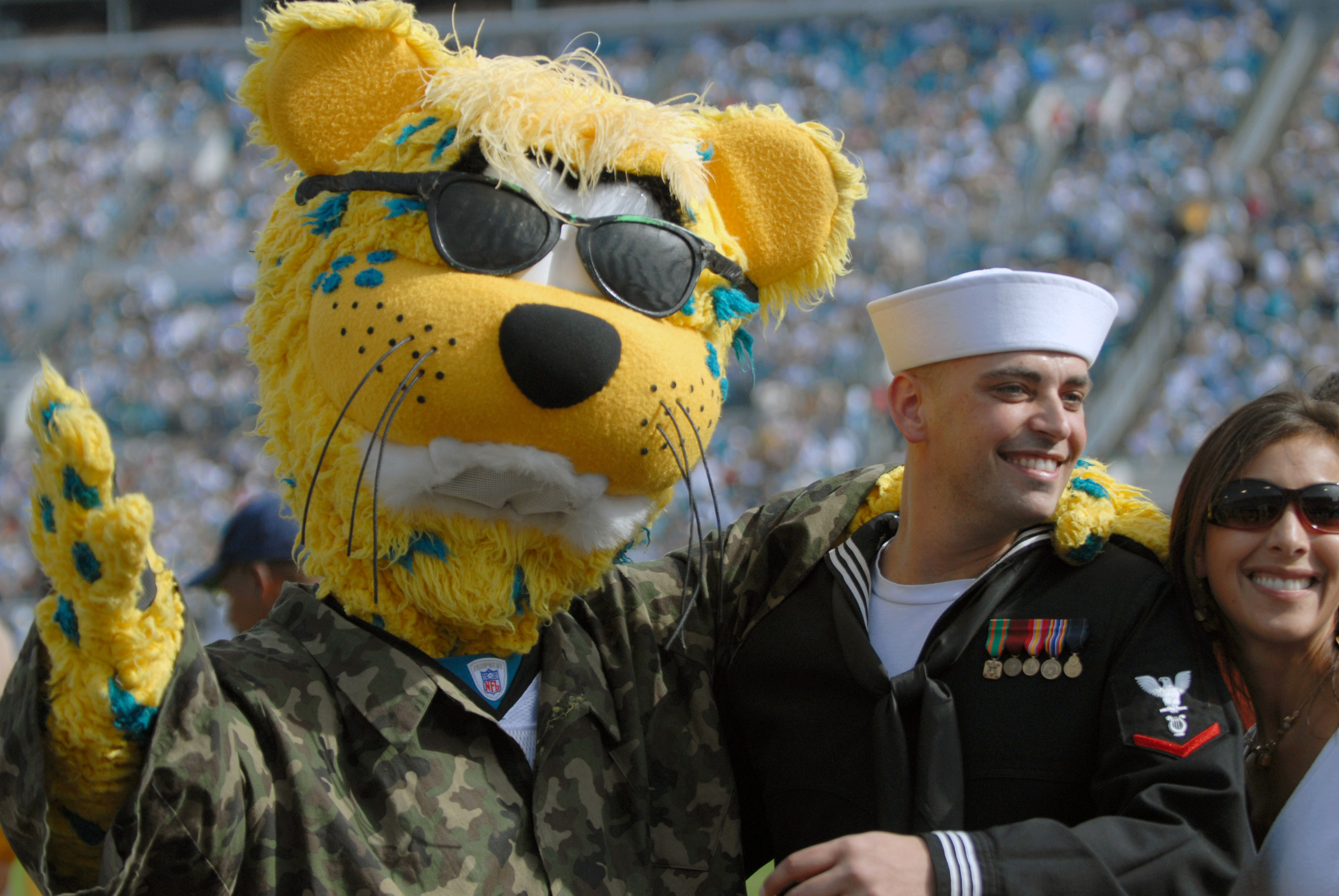
La mascotte Jaxson de Ville nel 2007

Jaxson de Ville è la mascotte dei Jacksonville Jaguars. Il nome Jaxson deriva dal nome colloquiale di Jacksonville nonché abbreviazione usata nelle grafiche tv, "Jax". È un antropomorfo, giallo giaguaro e blu maculato. Indossa occhiali da sole, una maglia dei Jaguars, pantaloni lunghi e scarpe da ginnastica scure. Sul retro della maglia porta il nome "Jaxson" e sopra la coda il numero "00", mentre una zampa è stampata sulla parte anteriore. Tuttavia, indossa anche un abbigliamento adatto alla situazione, come una divisa militare quando è portato in campo da una jeep militare. Jaxson entra nello stadio in diversi modi, per esempio scendendo giù con una corda dal tabellone. Negli ultimi anni, i metodi di Jaxsons per entrare allo stadio sono diventati sempre più rischiosi, come fare un bungee jumping o utilizzare una teleferica che partiva da un faro dello stadio e paracadutarsi in campo. Durante una di queste esibizioni, il 16 dicembre 2009 rimase appeso con una gamba sola e fu liberato solo dopo tre minuti; l'attore rimase illeso. La mascotte solitamente guida uno scooter motorizzato, ma occasionalmente guida anche una golf cart.
Jaxson è noto per le sue buffonate. Interagisce con i tifosi, i giocatori dei Jaguars e in parte con i giocatori della squadra avversaria. In presenza di altre mascotte, li prende in giro e scherza con loro. Dopo una serie di critiche, nel 1998 la NFL introdusse dei cambiamenti nelle regole delle mascotte, che lo costrinse a diventare più tranquillo. Tuttavia, Jaxson non se ne preoccupò affatto: dopo una partita del 22 ottobre 2007 contro Indianapolis, il Presidente dei Colts Bill Polian si lamentò con la NFL e Jaxson fu rimproverato nuovamente. Il 18 novembre 2007, Jaxson trascorse gran parte di una partita casalinga in una gabbia improvvisata e fu rilasciato solo poche volte per un breve periodo per interagire con i fan e guidare il suo scooter.
Jaxson partecipa a diversi avvenimenti a Jacksonville e dintorni, così come ad altri eventi della NFL e delle altre mascotte, come il Maskottchenkongress di New York del 2002. La sua prima apparizione fu il 18 agosto 1996 e fu interpretata da Curtis Dvorak fino al suo pensionamento nel giugno 2015.

### Jacksonville Roar
Le cheerleader dei Jacksonville Jaguars sono le Jacksonville Roar. Le Roar partecipano ad ogni partita dei Jaguars e al di fuori della stagione presenziano a vari eventi.
L'anno dopo che Jacksonville vinse la nuova franchigia NFL, i Jaguars annunciarono la costruzione di una squadra di cheerleading. Delores Weaver, moglie del primo proprietario dei Jaguars Wayne Weaver, ebbe un interesse speciale per le cheerleader. Era coinvolta nella selezione delle ragazze, aiutava con la progettazione dell'uniforme ed esaminava i numeri del balletto.
Il processo di selezione si svolge ogni primavera e le componenti dell'anno precedente che non partecipano più, vengono sostituite. Le candidate sono selezionate dopo un colloquio personale e la dimostrazione dei numeri di danza. La squadra finale viene scelta dopo una selezione ad eliminazione in tre fasi. La maggior parte delle ragazze sono studentesse, ma c'è anche chi fa un altro lavoro. Le cheerleader si allenano più volte alla settimana durante l'anno, ad eccezione del mese di marzo, in cui si svolge la selezione. La paga delle cheerleader a partita dipende dall'esperienza, ma le nuove arrivate guadagnano meno di 100 $ a partita.
| Spettatori |              |               |
| Stagione   | Media (casa) | Totale (casa) |
| 1995       | 69.352       | 554.814       |
| 1996       | 66.692       | 533.533       |
| 1997       | 69.693       | 557.547       |
| 1998       | 70.184       | 561.472       |
| 1999       | 67.601       | 540.805       |
| 2000       | 60.314       | 482.510       |
| 2001       | 60.443       | 483.542       |
| 2002       | 56.277       | 450.216       |
| 2003       | 56.213       | 449.700       |
| 2004       | 69.433       | 555.464       |
| 2005       | 65.690       | 525.519       |
| 2006       | 66.858       | 534.866       |
| 2007       | 65.301       | 522.410       |
| 2008       | 65.167       | 521.338       |
| 2009       | 49.651       | 397.214       |
| 2010       | 63.032       | 504.262       |
| 2011       | 62.331       | 498.655       |
| 2012       | 64.984       | 519.872       |
| 2013       | 62.893       | 503.140       |
| 2014       | 65.542       | 524.335       |
| 2015       | 64.284       | 514.268       |
| 2016       | 64.651       | 517.206       |

## Stadio e spettatori

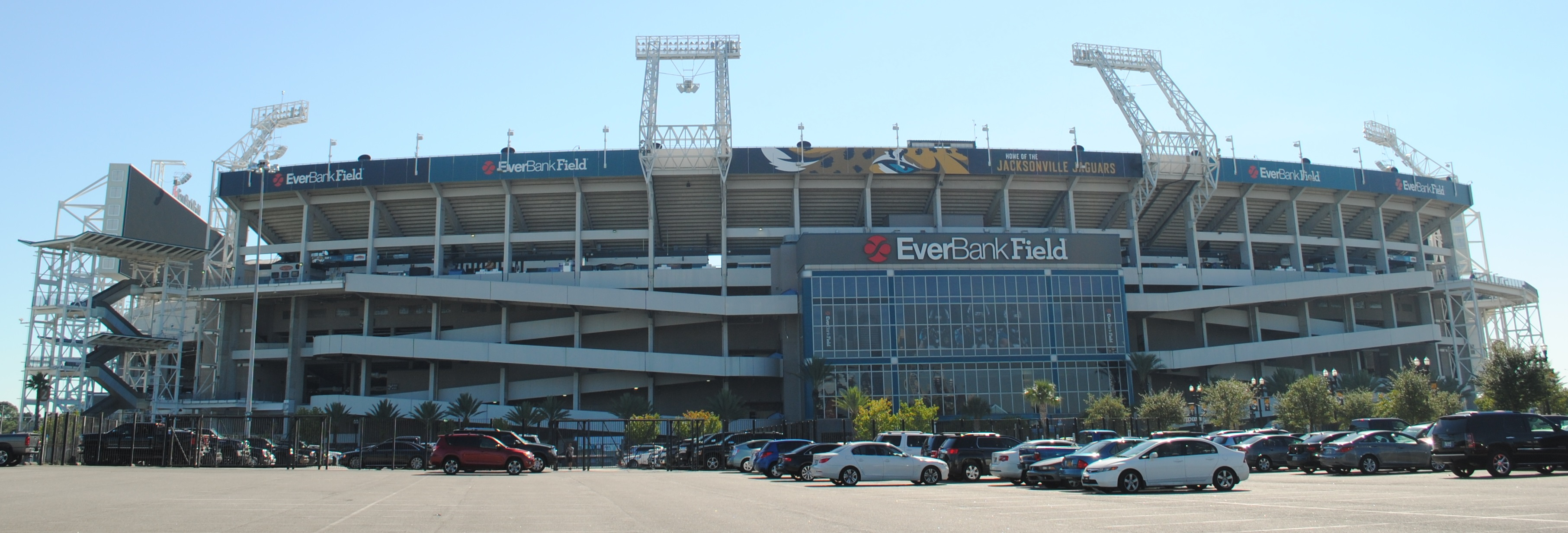
EverBank Stadium

L'EverBank Stadium (precedentemente conosciuto come Jacksonville Municipal Stadium, Alltel Stadium, EverBank Field e TIAA Bank Field) si trova sulla sponda settentrionale del fiume St. Johns ed è stata la casa dei Jaguars dalla prima stagione nel 1995. Lo stadio ha una capacità di 67.246 persone, con ulteriori posti a sedere durante la Florida-Georgia Game e il Gator Bowl.
Lo stadio ha ospitato il Super Bowl XXXIX oltre alle tre partite dei playoff dei Jaguars della AFC del 1999. Ha ospitato anche il Campionato ACC 2005-07 e il River City Showdown nel 2007 e nel 2008.
Dal 1995-97 e nuovamente dal 2006-09 lo stadio è stato nominato Jacksonville Municipal Stadium. Dal 1997 al 2006 lo stadio è stato denominato Alltel Stadium. I diritti di denominazione sono stati acquistati da EverBank prima della stagione 2010. Lo stadio è stato rinominato TIAA Bank Field nel febbraio 2018 dopo che EverBank è stata acquistata da TIAA. Nel 2023 è stato adottato l'attuale nome di EverBank Stadium a seguito di un rebranding dello sponsor.
Lo stadio è stato sostanzialmente potenziato nel 2014 con l'aggiunta di nuovi tabelloni segnapunti, piscine, posti a sedere a capanna e premium che comprendono 180 posti sul livello del campo. I nuovi tabelloni sono di 18 metri di altezza per 110 di lunghezza e sono adesso i più grandi del mondo. Sono state installate due piscine da 8 metri per 4 nelle estremità nord e sud insieme ai posti a capanna. I lavori dello stadio sono costati 63 milioni di dollari che il proprietario Shahid Khan ha contribuito a finanziare per 20 milioni del costo totale.
La percentuale di riempimento dello stadio è compreso tra il 90 e il 95 per cento per le partite in casa e quindi nella parte inferiore della NFL. Il livello più basso dell'indice di riempimento è stato nella stagione 2009, dove solo il 73,9% dei biglietti è stato venduto, secondo valore più basso della Lega.

## Rivalità
I Jacksonville Jaguars hanno tre rivalità principali: i rivali della Division (Tennessee Titans, Indianapolis Colts e Houston Texans); rivalità geografiche, con i Miami Dolphins e i Tampa Bay Buccaneers; rivalità con i loro fratelli di espansione del 1995, i Carolina Panthers e anche delle rivalità con altre squadre che sono nate dai tempi della AFC Central, in particolare con i Pittsburgh Steelers.

## Risultati stagione per stagione
Questa è la lista delle ultime 10 stagioni dei Jaguars
| Cronistoria dei Jacksonville Jaguars | Cronistoria dei Jacksonville Jaguars | Cronistoria dei Jacksonville Jaguars | Cronistoria dei Jacksonville Jaguars | Cronistoria dei Jacksonville Jaguars | Cronistoria dei Jacksonville Jaguars | Cronistoria dei Jacksonville Jaguars | Cronistoria dei Jacksonville Jaguars | Cronistoria dei Jacksonville Jaguars | Cronistoria dei Jacksonville Jaguars                                                                      | Cronistoria dei Jacksonville Jaguars |                              |
| Stagione di lega                     | Stagione di squadra                  | Lega                                 | Conference                           | Division                             | Stagione regolare                    | Stagione regolare                    | Stagione regolare                    | Stagione regolare                    | Play-off                                                                                                  | Premi individuali                    |                              |
| Stagione di lega                     | Stagione di squadra                  | Lega                                 | Conference                           | Division                             | Pos.                                 | V                                    | S                                    | P                                    | Play-off                                                                                                  | Premi individuali                    |                              |
| ------------------------------------ | ------------------------------------ | ------------------------------------ | ------------------------------------ | ------------------------------------ | ------------------------------------ | ------------------------------------ | ------------------------------------ | ------------------------------------ | --- | ------------------------------------ | ---------------------------- |
| 2008                                 | 2008                                 | NFL                                  | AFC                                  | South                                | 4                                    | 5                                    | 11                                   | 0                                    | non disputati                                                                                             |                                      |                              |
| 2009                                 | 2009                                 | NFL                                  | AFC                                  | South                                | 4                                    | 7                                    | 9                                    | 0                                    | non disputati                                                                                             |                                      |                              |
| 2010                                 | 2010                                 | NFL                                  | AFC                                  | South                                | 2                                    | 8                                    | 8                                    | 0                                    | non disputati                                                                                             |                                      |                              |
| 2011                                 | 2011                                 | NFL                                  | AFC                                  | South                                | 3                                    | 5                                    | 11                                   | 0                                    | non disputati                                                                                             |                                      |                              |
| 2012                                 | 2012                                 | NFL                                  | AFC                                  | South                                | 4                                    | 2                                    | 14                                   | 0                                    | non disputati                                                                                             |                                      |                              |
| 2013                                 | 2013                                 | NFL                                  | AFC                                  | South                                | 3                                    | 4                                    | 12                                   | 0                                    | non disputati                                                                                             |                                      |                              |
| 2014                                 | 2014                                 | NFL                                  | AFC                                  | South                                | 3                                    | 3                                    | 13                                   | 0                                    | non disputati                                                                                             |                                      |                              |
| 2015                                 | 2015                                 | NFL                                  | AFC                                  | South                                | 3                                    | 5                                    | 11                                   | 0                                    | non disputati                                                                                             |                                      |                              |
| 2016                                 | 2016                                 | NFL                                  | AFC                                  | South                                | 4                                    | 3                                    | 13                                   | 0                                    | non disputati                                                                                             |                                      |                              |
| 2017                                 | 2017                                 | NFL                                  | AFC                                  | South                                | 1                                    | 10                                   | 6                                    | 0                                    | V Wild Card Game contro i Buffalo Bills (10-3) V Divisional play-off contro i Pittsburgh Steelers (45-42) |                                      |                              |
| Totale                               | Totale                               | Totale                               | Totale                               | Totale                               | Totale                               | 160                                  | 200                                  | 0                                    | Record di stagione regolare                                                                               | Record di stagione regolare          | Record di stagione regolare  |
| Totale                               | Totale                               | Totale                               | Totale                               | Totale                               | Totale                               | 7                                    | 6                                    |                                      | Record dei play-off                                                                                       | Record dei play-off                  | Record dei play-off          |
| Totale                               | Totale                               | Totale                               | Totale                               | Totale                               | Totale                               | 167                                  | 206                                  | 0                                    | Stagione regolare e play-off                                                                              | Stagione regolare e play-off         | Stagione regolare e play-off |

Legenda
- Vittoria nel Super Bowl (dal 1966)
- Vittoria nella lega (1920-1969)
- Vittoria nella Conference

- Vittoria nella Division
- Qualificazione al Wild Card Game (dal 1978)
- V = Vittorie

- S = Sconfitte
- P = Pareggi
- T = Posizione a pari merito

## Giocatori importanti

### Membri della Pro Football Hall of Fame
Nel 2022 è stato introdotto il primo giocatore in assoluto dei Jaguars nella Pro Football Hall of Fame: l'offensive tackle Tony Boselli.

### Numeri ritirati
N.B.: Ufficialmente non è stato ritirato ma è stato solamente messo fuori servizio.
- (71) Tony Boselli (OT)

### Pride of the Jaguars
Nel luglio 2006 fu indetto un concorso per dare un nome al Ring of Honor dei Jaguars e "Pride of the Jaguars" fu scelto col 36% dei voti. L'8 ottobre 2006 fu svelato durante la gara contro i New York Jets. L'ex offensive tackle sinistro Tony Boselli fu il primo giocatore ad essere indotto. Il 1º gennaio 2012, il proprietario della squadra Wayne Weaver e sua moglie Delores furono introdotti nel Pride of the Jaguars nell'ultima gara della squadra prima della vendita a Shahid Khan. Il 7 giugno 2012, i Jaguars annunciarono che Fred Taylor sarebbe stato il terzo membro del Pride of the Jaguars. Fu ufficialmente indotto il 30 settembre 2012.
| Pride of the Jaguars |                        |        |           |           |
| N.                   | Membro                 | Ruolo  | Stagioni  | Anno ind. |
| 71                   | Tony Boselli           | OT     | 1995–2001 | 2006      |
| —                    | Wayne e Delores Weaver | Propr. | 1993–2011 | 2012      |
| 28                   | Fred Taylor            | RB     | 1998–2008 | 2012      |
| 8                    | Mark Brunell           | QB     | 1995–2003 | 2013      |
| 82                   | Jimmy Smith            | WR     | 1995-2005 | 2016      |

### Record di franchigia
Carriera
| Record in carriera |                    |        |
| Categoria          | Giocatore          | Numero |
| Yard passate       | Mark Brunell       | 25.698 |
| TD passati         | Mark Brunell       | 144    |
| Yard ricevute      | Jimmy Smith        | 12.287 |
| TD su ric.         | Jimmy Smith        | 67     |
| Yard corse         | Fred Taylor        | 11.271 |
| TD su corsa        | Maurice Jones-Drew | 68     |

Stagionali
| Record stagionali |                    |        |      |
| Categoria         | Giocatore          | Numero | Anno |
| Yard passate      | Blake Bortles      | 4.428  | 2015 |
| TD passati        | Blake Bortles      | 35     | 2015 |
| Yard ricevute     | Jimmy Smith        | 1.636  | 1999 |
| TD su ric.        | Allen Robinson     | 14     | 2015 |
| Yard corse        | Maurice Jones-Drew | 1.606  | 2011 |
| TD su corsa       | Maurice Jones-Drew | 15     | 2009 |

## La squadra
| Roster dei Jacksonville Jaguars |
| --- |
| Quarterback - 19 Seth Henigan - 16 Trevor Lawrence - 14 Nick Mullens - 18 John Wolford Running Back - 36 LeQuint Allen - 4 Tank Bigsby - 1 Travis Etienne - 38 Ja'Quinden Jackson - 31 Keilan Robinson - 33 Bhayshul Tuten Wide Receiver - 15 Chandler Brayboy - 17 Cam Camper - 5 Dyami Brown - 80 Joshua Cephus - 87 J.J. Jones - 88 Darius Lassiter - 10 Eli Pancol - 13 Dorian Singer - 7 Brian Thomas Jr. - 81 Austin Trammell - 11 Parker Washington - 83 David White Jr. - 89 Louis Rees-Zammit Tight End - 49 Shawn Bowman - 43 John Copenhaver - 47 Patrick Herbert - 84 Hunter Long - 45 Quintin Morris - 86 Johnny Mundt - 85 Brenton Strange Offensive Linemen - 76 Ezra Cleveland G - 78 Dennis Daley LT - 55 Chuma Edoga G - 79 Luke Fortner C - 62 Javon Foster T - 73 Robert Hainsey C - 77 Anton Harrison T - 75 Cooper Hodges G - 74 Fred Johnson T - 72 Walker Little T - 65 Patrick Mekari G - 64 Wyatt Milum G - 60 Jonah Monheim C - 70 Cole Van Lanen G - 61 Sal Wormley G Defensive Linemen - 91 Arik Armstead DE - 99 James Carpenter DT - 59 Myles Cole DE - 96 Ethan Downs DE - 95 B.J. Green DE - 52 DaVon Hamilton DT - 41 Josh Hines-Allen DE - 98 Jordan Jefferson DT - 93 Tyler Lacy DT - 67 Eli Mostaert DT - 90 Emmanuel Ogbah DE - 97 Keivie Rose DT - 94 Maason Smith DT - 92 Danny Striggow DE - 44 Travon Walker DE Linebacker - 56 Yasir Abdullah OLB - 50 Branson Combs OLB - 0 Devin Lloyd OLB - 54 Jack Kiser OLB - 53 Jalen McLeod OLB - 51 Ventrell Miller MLB - 48 Chad Muma OLB - 23 Foyesade Oluokun MLB Defensive Back - 21 Christian Braswell CB - 30 Montaric Brown CB - 3 Tyson Campbell CB - 12 Travis Hunter CB/WR - 26 Antonio Johnson SS - 22 Jarrian Jones CB - 25 Rayuan Lane III S - 2 Jourdan Lewis CB - 34 Zech McPhearson CB - 37 Jabbar Muhammad CB - 29 Eric Murray S - 24 Deantre Prince CB - 27 Caleb Ransaw CB - 6 Darnell Savage FS - 32 Cam'Ron Silmon-Craig S - 35 Doneiko Slaughter CB - 20 Daniel Thomas SS - 40 Aydan White CB - 42 Andrew Wingard FS Special Team - 9 Logan Cooke P - 39 Cam Little K - 46 Ross Matiscik LS Roster aggiornato al 3 giugno 2025 86 attivi |
| Legenda - I rookie sono in corsivo. - Il primo ruolo è il principale mentre gli eventuali successivi indicano i ruoli secondari. - (IR) sta per Injured Reserve ed indica la lista ristretta per un solo giocatore infortunato che può tornare ad allenarsi dopo la settimana 6 e a rientrare in prima squadra dopo che questa ha giocato 8 partite. - (NF-Inj.) / (NF-Ill.) stanno rispettivamente per Non-Football Injured e Non-Football Illness ed indicano le liste dove viene inserito un giocatore che ha un infortunio o una malattia non dipendente dal football americano. - (PUP) sta per Physically Unable to Perform ed indica la lista dove viene inserito un giocatore mentre è in attesa di recuperare la condizione fisica. Nella stagione regolare dopo la sesta partita giocata dalla propria squadra, il giocatore ha tempo tre settimane per riprendere ad allenarsi, più tre settimane aggiuntive dal suo rientro agli allenamenti per rientrare in prima squadra. |

## Capo-allenatori
| Nome                    | Stagioni      | Stagione regolare | Stagione regolare | Stagione regolare | Stagione regolare | Play-off | Play-off | Premi | Note   |
| Nome                    | Stagioni      | V                 | S                 | P                 | %                 | V        | S        | Premi | Note   |
| ----------------------- | ------------- | ----------------- | ----------------- | ----------------- | ----------------- | -------- | -------- | ----- | ------ |
| Tom Coughlin            | 1995–2002     | 68                | 60                | 0                 | .531              | 4        | 4        |       | [ 22 ] |
| Jack Del Rio            | 2003–2011     | 69                | 71                | 0                 | .486              | 1        | 2        |       | [ 23 ] |
| Mel Tucker (ad interim) | 2011          | 2                 | 3                 | 0                 | .400              | 0        | 0        |       |        |
| Mike Mularkey           | 2012          | 2                 | 14                | 0                 | .125              | 0        | 0        |       |        |
| Gus Bradley             | 2013–2016     | 14                | 48                | 0                 | .226              | 0        | 0        |       |        |
| Doug Marrone            | 2016–presente | 1                 | 1                 | 0                 | .500              | 0        | 0        |       |        |

## Lo staff
| Staff dei Jacksonville Jaguars |
| --- |
| Organi dirigenziali - Proprietario – Shahid Khan - Presidente – Mark Lamping - Vice-presidente esecutivo – Tony Boselli - General manager – James Gladstone - Direttore degli osservatori del college – Michael Davis - Assistente direttore degli osservatori del college – John Stevenson - Direttore del personale dei giocatori – Regis Eller - Direttore del personale professionistico – DeJuan Polk Capo allenatore - Liam Coen Altri allenatori - Preparatore atletico – Eric Ciano - Assistente p.a. – Paul Jackson - Assistente p.a. – Lanier Coleman Allenatori dell'attacco - Coordinatore offensivo – Grant Udinski - Coordinatore gioco sui passaggi – Shane Waldron - Quarterback – Spencer Whipple - Running back – Chad Morton - Wide receiver – Edgar Bennett - Assistente wide receiver – Tyler Tettleton - Tight end – Richard Angulo - Offensive line – Shaun Sarrett - Assistente offensive line / run game specialist – Keli'i Kekuewa - Specialista gioco sui passaggi – John Van Dam - Assistente attacco – Trevor Mendelson - Assistente attacco – Fred Walker Allenatori della difesa - Coordinatore difensivo – Anthony Campanile - Defensive line – Matt Edwards - Assistente defensive line – Derrick LeBlanc - Linebacker – Tem Lukabu - Assistente linebacker – Kevin Wilkins - Secondaria – Ron Milus - Defensive back – Anthony Perkins - Assistente defensive back – Drew Lascari - Assistente difesa senior - Bill Sheridan - Assistente difesa – Mario Jeberaeel Allenatori dello special team - Coordinatore dello special team – Heath Farwell - Assistente special team – Luke Thompson |

## Tifosi
Uno studio dell'Università Emory del 2013, che ha valutato la fedeltà dei tifosi di tutte le franchigie della NFL, ha piazzato i fan dei Jaguars al 27º posto su 32.
Alcuni tifosi sono organizzati nel fan club Jacksonville Jaguars Booster Club. L'unico fan club in Europa è l'Union Jax Fan Club della Gran Bretagna, attualmente con oltre 35.000 membri.